# Il topo stregato
Il topo stregato (Haunted Mouse) è un film del 1965 diretto da Chuck Jones e Maurice Noble. È l'undicesimo dei 34 cortometraggi animati della serie Tom & Jerry prodotti da Jones con il suo studio Sib-Tower 12 Productions. Venne distribuito dalla Metro-Goldwyn-Mayer il 24 marzo 1965. Il titolo originale è un gioco di parole con "La casa infestata".

## Trama
Il cugino di Jerry, Merlin, identico a lui tranne che per un cappello a cilindro, un papillon, dei guanti, un mantello e un bastone da passeggio, che è in realtà una bacchetta magica, fa visita a Jerry.
Più tardi quest'ultimo si reca nel frigorifero per prendere qualcosa da mangiare per Merlin, utilizzando un ascensore per salire. Venendo scoperto da Tom, riesce però a racimolare solo un'oliva. Tom insegue Jerry fino alla tana, in cui il gatto allunga la zampa, finendo per afferrare Merlin, il quale con un incantesimo apre la bocca di Tom, permettendo ai topi, agli uccelli e ai pesci mangiati dal gatto di uscire.
Jerry torna al frigorifero, ma trova Tom nell'ascensore. Il gatto insegue di nuovo Jerry, che si rifugia nella sua tana. Tom allunga la zampa nel buco, ma questa volta afferra il cappello di Merlin, dal quale fa uscire tre conigli e un martello. Tom consegna il martello ai conigli, ma uno di loro lo usa per colpire Tom sulla testa. Il gatto cade giù dal pavimento e sventola una bandiera bianca in segno di resa. Intanto Merlin stringe la mano a Jerry e schiocca le dita, facendo apparire la scritta "fine" in svariate lingue.